# 올림픽 파라과이 선수단
파라과이는 1968년 멕시코 멕시코시티에서 열린 올림픽에 처음으로 출전했고, 그 이후로 1980년 모스크바 올림픽을 보이콧할 때를 제외하고는 매년 하계 올림픽에 선수단을 파견해 왔다. 2014년 소치에서 열린 동계 올림픽에 처음으로 출전했다.
이 나라는 2004년 남자 축구에서 아테네 결승전에서 아르헨티나에 1-0으로 패해 은메달을 딴 단 한 번만 메달을 획득했다.

## 대회별 메달 집계

### 하계 올림픽 메달 집계
| 경기                  | 선수          | 금메달 | 은메달 | 동메달 | 합계 | 순위 |
| --------------------- | ------------- | ------ | ------ | ------ | ---- | ---- |
| 1896년 아테네         | 불참          | 불참   | 불참   | 불참   | 불참 | 불참 |
| 1900년 파리           | 불참          | 불참   | 불참   | 불참   | 불참 | 불참 |
| 1904년 세인트루이스   | 불참          | 불참   | 불참   | 불참   | 불참 | 불참 |
| 1908년 런던           | 불참          | 불참   | 불참   | 불참   | 불참 | 불참 |
| 1912년 스톡홀름       | 불참          | 불참   | 불참   | 불참   | 불참 | 불참 |
| 1920년 안트베르펜     | 불참          | 불참   | 불참   | 불참   | 불참 | 불참 |
| 1924년 파리           | 불참          | 불참   | 불참   | 불참   | 불참 | 불참 |
| 1928년 암스테르담     | 불참          | 불참   | 불참   | 불참   | 불참 | 불참 |
| 1932년 로스앤젤레스   | 불참          | 불참   | 불참   | 불참   | 불참 | 불참 |
| 1936년 베를린         | 불참          | 불참   | 불참   | 불참   | 불참 | 불참 |
| 1948년 런던           | 불참          | 불참   | 불참   | 불참   | 불참 | 불참 |
| 1952년 헬싱키         | 불참          | 불참   | 불참   | 불참   | 불참 | 불참 |
| 1956년 멜버른         | 불참          | 불참   | 불참   | 불참   | 불참 | 불참 |
| 1960년 로마           | 불참          | 불참   | 불참   | 불참   | 불참 | 불참 |
| 1964년 도쿄           | 불참          | 불참   | 불참   | 불참   | 불참 | 불참 |
| 1968년 멕시코시티     | 1             | 0      | 0      | 0      | 0    | –    |
| 1972년 뮌헨           | 3             | 0      | 0      | 0      | 0    | –    |
| 1976년 몬트리올       | 4             | 0      | 0      | 0      | 0    | –    |
| 1980년 모스크바       | 불참          |        |        |        |      |      |
| 1984년 로스앤젤레스   | 14            | 0      | 0      | 0      | 0    | –    |
| 1988년 서울           | 10            | 0      | 0      | 0      | 0    | –    |
| 1992년 바르셀로나     | 27            | 0      | 0      | 0      | 0    | –    |
| 1996년 애틀랜타       | 7             | 0      | 0      | 0      | 0    | -    |
| 2000년 시드니         | 5             | 0      | 0      | 0      | 0    | -    |
| 2004년 아테네         | 23            | 0      | 1      | 0      | 1    | 65   |
| 2008년 베이징         | 6             | 0      | 0      | 0      | 0    | -    |
| 2012년 런던           | 8             | 0      | 0      | 0      | 0    | –    |
| 2016년 리우데자네이루 | 11            | 0      | 0      | 0      | 0    | –    |
| 2020년 도쿄           | 8             | 0      | 0      | 0      | 0    | –    |
| 2024년 파리           | 미래의 이벤트 |        |        |        |      |      |
| 2028년 로스앤젤레스   | 미래의 이벤트 |        |        |        |      |      |
| 2032년 브리즈번       | 미래의 이벤트 |        |        |        |      |      |
| 합계                  | 합계          | 0      | 1      | 0      | 1    | 132  |

### 동계 올림픽 메달 집계
| 경기                         | 선수          | 금메달        | 은메달        | 동메달        | 합계          | 순위          |
| ---------------------------- | ------------- | ------------- | ------------- | ------------- | ------------- | ------------- |
| 1924년 샤모니                | 불참          | 불참          | 불참          | 불참          | 불참          | 불참          |
| 1928년 장크트모리츠          | 불참          | 불참          | 불참          | 불참          | 불참          | 불참          |
| 1932년 레이크플래시드        | 불참          | 불참          | 불참          | 불참          | 불참          | 불참          |
| 1936년 가르미슈파르텐키르헨  | 불참          | 불참          | 불참          | 불참          | 불참          | 불참          |
| 1948년 장크트모리츠          | 불참          | 불참          | 불참          | 불참          | 불참          | 불참          |
| 1952년 오슬로                | 불참          | 불참          | 불참          | 불참          | 불참          | 불참          |
| 1956년 코르티나담페초        | 불참          | 불참          | 불참          | 불참          | 불참          | 불참          |
| 1960년 스쿼밸리              | 불참          | 불참          | 불참          | 불참          | 불참          | 불참          |
| 1964년 인스부르크            | 불참          | 불참          | 불참          | 불참          | 불참          | 불참          |
| 1968년 그르노블              | 불참          | 불참          | 불참          | 불참          | 불참          | 불참          |
| 1972년 삿포로                | 불참          | 불참          | 불참          | 불참          | 불참          | 불참          |
| 1976년 인스부르크            | 불참          | 불참          | 불참          | 불참          | 불참          | 불참          |
| 1980년 레이크플래시드        | 불참          | 불참          | 불참          | 불참          | 불참          | 불참          |
| 1984년 사라예보              | 불참          | 불참          | 불참          | 불참          | 불참          | 불참          |
| 1988년 캘거리                | 불참          | 불참          | 불참          | 불참          | 불참          | 불참          |
| 1992년 알베르빌              | 불참          | 불참          | 불참          | 불참          | 불참          | 불참          |
| 1994년 릴레함메르            | 불참          | 불참          | 불참          | 불참          | 불참          | 불참          |
| 1998년 나가노                | 불참          | 불참          | 불참          | 불참          | 불참          | 불참          |
| 2002년 솔트레이크시티        | 불참          | 불참          | 불참          | 불참          | 불참          | 불참          |
| 2006년 토리노                | 불참          | 불참          | 불참          | 불참          | 불참          | 불참          |
| 2010년 밴쿠버                | 불참          | 불참          | 불참          | 불참          | 불참          | 불참          |
| 2014년 소치                  | 1             | 0             | 0             | 0             | 0             | –             |
| 2018년 평창                  | 불참          |               |               |               |               |               |
| 2022년 베이징                | 불참          |               |               |               |               |               |
| 2026년 밀라노-코르티나담페초 | 미래의 이벤트 | 미래의 이벤트 | 미래의 이벤트 | 미래의 이벤트 | 미래의 이벤트 | 미래의 이벤트 |
| Total                        | Total         | 0             | 0             | 0             | 0             | –             |

### 하계 올림픽 메달
| 종목 | 금메달 | 은메달 | 동메달 | 합계 | 순위 |
| ---- | ------ | ------ | ------ | ---- | ---- |
| 축구 | 0      | 1      | 0      | 1    | 26   |
| 합계 | 0      | 1      | 0      | 1    | 132  |

## 같이 보기
- 동계 올림픽에 참가한 열대 국가